# Сантистебан-дель-Пуэрто, Мануэль Доминго де Бенавидес
Мануэль Доминго де Бенавидес-и-Арагон (исп. Manuel Domingo de Benavides y Aragón; 6 января 1683, Палермо — 11 октября 1748, Мадрид), 10-й граф и 1-й герцог де Сантистебан-дель-Пуэрто, гранд Испании — испанский придворный и дипломат.

## Биография
Четырнадцатый из восемнадцати детей Франсиско де Бенавидеса Давилы, 9-го графа де Сантистебан-дель-Пуэрто, и Франсиски Хосефы де Арагон Фернандес де Кордовы-и-Сандоваль.
Родился на Сицилии, где его отец был вице-королём.
Пережил своих старших братьев, не имевших потомства, оставшись у отца единственным живым сыном, благодаря чему в 1716 году стал 10-м графом де Бенавидес, 11-м графом де Риско, 12-м графом де Консентайна, 10-м маркизом де лас Навас и 5-м маркизом де Солера. Последний титул унаследовал от своего брата Луиса де Бенавидеса, вице-короля Наварры).
В 1721 году был назначен полномочным министром Испании на Камбрейском конгрессе для переговоров с участниками Четверного альянса, поскольку попытка отвоевания итальянских владений закончилась для испанцев неудачно.
Во время правления Луиса I входил в состав Консультативного совета, представлявшего собой что-то вроде Кабинета министров или советников, и созданного 10 января 1724, после вступления на трон молодого короля.
25 апреля 1729 в Севилье был пожалован в рыцари орденов короля.
В 1731 году в качестве наставника с чином старшего майордома он сопровождал инфанта дона Карлоса в Италию, возглавив свиту, которая, когда они покидали Севилью, насчитывала около двухсот человек.
Следовал с инфантом при завоевании Неаполитанского королевства, в котором стал первым государственным секретарём и в 1734—1738 годах был фактическим правителем. Вызвав своим высокомерием недовольство местной знати, короля с супругой, и испытывая давление со стороны испанского двора, 15 августа подал прошение об отставке, которое, неожиданно для него, было удовлетворено, и 23-го покинул Неаполь.
В 1725—1737 годах занимал пост президента Совета орденов. Также он был главным конюшим Филиппа V и Фердинанда VI. 28 июля 1738 король возвёл Мануэля в ранг герцога Сантистебана.

## Семья
Жена (21.12.1707): Ана Каталина де ла Куэва и Ариас де Сааведра, 9-я графиня дель Кастельяр (25.03.1684—7.07.1752), дочь вице-короля Перу Бальтасара де ла Куэвы и Терезы Марии Ариас де Сааведры-и-Асеведо, 7-й графини дель Кастельяр
Дети:
- Антонио (1714—1782), 2-й герцог де Сантистебан-дель-Пуэрто. Жена 1) (8.05.1735): Ана Каталина де Толедо (ум. 1.07.1742); 2) (28.10.1744): Мария де ла Портерия Пачеко Тельес-Хирон (ок. 26.01.1731—14.11.1754), дочь Франсиско Хавьера Пачеко, 7-го герцога де Уседа, и Марии Лусии Тельес-Хирон-и-Фернандес де Веласко, 8-й маркизы де Берланга; 3) (27.05.1755): Ана Мария Фернандес де Кордова-и-Монкада (17.12.1738—8.04.1782), дочь Луиса Антонио Фернандеса де Кордова-Спинола, 11-го герцога де Мединасели, и Марии Тересы де Монкады-и-Бенавидес, 7-й маркизы де Айтона

- Франсиска (ум. 9.04.1735). Муж (1731): Франсиско Алонсо Пиментель-и-Борха (1707—1763), 11-й герцог де Бенавенте
- Хоакина (5.09.1720—1793). Муж 1): Рамон Фернандес де Веласко, маркиз де Вильянуэва-дель-Фресно; 2): Джисберто Пио де Савойя (ум. 1776), 7-й маркиз де Каштелу-Родригу